# فراخ شوال

فراخ شوال گلدار مخصوص استفاده دوشیزگان

فراخ شوال تیره ساده مخصوص استفاده زنان متاهل

فِراخ شِوال نوعی دامن‌های پرچین از جنس ابریشم است که خاستگاه آن شهرستان مهدیشهر (سنگسر) است. این دامن از محصولات تولیدی عشایر ایل سنگسر است و قدمت آن به دوره اشکانیان باز می‌گردد. در دوره اشکانیان پوشش زنان شامل پیراهن شلوار و در مراسم‌های رسمی و مذهبی همراه با شال بلندی بوده‌است که نمونه‌های آن در مجسمه‌های دوره اشکانیان نمایان است و این لباس سنگسری، شباهت‌های زیادی به لباس‌های زنان اشکانی دارد.
دامن فراخ شوال در زبان سنگسری و در بین عشایر ایل سنگسر به قِردار شوال هم مشهور است.

## انواع
این پوشاک عشایر ایل سنگسر، دامن بلندی است که انتهای پایینی آن با برش‌های اُریب و دو لایه پارچه ابریشمین تزئین شده‌است که نوارهای رنگی مورب و باریک ابریشمین در لبه پایینی دامن، یادآور طرح محرمات در طراحی سنتی ایرانی است.
فراخ شوال در دو نوع تیره ساده و روشن گل دار تولید می‌شود. نمونه تیره مخصوص بانوان متاهل و نمونه گلدار مختص دختران است.

## کاربرد
از این دامن معمولاً در مراسم عروسی و میهمانی استفاده می‌شود.
در هر دو نوع فراخ شوال، برای ساخت یک دست دامن، بیش از ۳۰ متر پارچه مورد نیاز است که به صورت بسیار پرچین و فشرده دوخته می‌شود. از این رو فراخ شوال، این لباس سنتی زنان عشایر ایل سنگسر را بایستی در رده پوشاک گرانقیمت و پرهزینه دسته‌بندی کرد.